# 남자 7종 경기 세계 기록 추이
국제 육상 경기 연맹(IAAF)이 공인한 남자 7종 경기 첫 세계 기록은 1970년 서독의 한스요아힘 발데가 기록한 5429점이다. 이 기록은 1986년에 공인되었다.
| #  | 기록 | 차이   | 선수                  | 나라   | 날짜         | 대회명                         | 장소                | 주석 및 기타 | 동영상 |
| 1  | 5429 |        | 한스요아힘 발데       | 서독   | 1970. 3. 7   |                                | 서독 마인츠         |              |        |
| 2  | 5563 |        | 헤르베르트 스보보다   | 서독   | 1971. 3. 6   |                                | 서독 마인츠         |              |        |
| 3  | 5716 |        | 에베르하르트 슈트로트 | 서독   | 1972. 3. 4   |                                | 서독 마인츠         |              |        |
| 4  | 5724 |        | 기도 크라치머         | 서독   | 1976. 2. 1   |                                | 서독 서베를린       |              |        |
| 5  | 5860 |        | 기도 크라치머         | 서독   | 1978. 1. 29  |                                | 서독 서베를린       |              |        |
| 6  | 5934 |        | 빅토르 그루젠킨V      | 소련   | 1979. 2. 18  |                                | 소련 오르조니키제   |              |        |
| 7  | 6013 |        | 알렉산드르 넵스키     | 소련   | 1980. 3. 2   |                                | 소련 레닌그라드     |              |        |
| 8  | 6144 |        | 알렉산드르 넵스키     | 소련   | 1982. 2. 20  |                                | 소련 호멜           |              |        |
| 9  | 6163 |        | 지크프리트 벤츠       | 서독   | 1986. 2. 15  |                                | 서독 도르트문트     |              |        |
| 10 | 6241 |        | 크리스티앙 플라지아   | 프랑스 | 1989. 2. 12  |                                | 프랑스 비텔         |              |        |
| 11 | 6273 |        | 크리스티앙 플라지아   | 프랑스 | 1990. 2. 11  |                                | 프랑스 노장쉬르외제 |              |        |
| 12 | 6273 |        | 크리스티앙 플라지아   | 프랑스 | 1992 . 2. 2  |                                | 프랑스 노장쉬르외제 |              |        |
| 13 | 6418 |        | 크리스티앙 플라지아   | 프랑스 | 1992. 2. 29  |                                | 이탈리아 제노바     |              |        |
| 14 | 6476 |        | 댄 오브라이언         | 미국   | 1993. 03. 14 |                                | 캐나다 토론토       |              |        |
| 15 | 6499 | + 23점 | 애슈턴 이턴           | 미국   | 2010. 03. 13 | 2010 NCAA Indoor Championships | 미국 페이엣빌       | [ 1 ]        |        |
| 16 | 6568 |        | 애슈턴 이턴           | 미국   | 2011. 02. 06 |                                | 에스토니아 탈린     |              |        |

## 같이 보기
- 남자 7종 경기 대한민국 기록 추이
- 여자 7종 경기 세계 기록 추이
- 여자 7종 경기 대한민국 기록 추이